# Andrias jiangxiensis
La salamandra gigante de Jiangxi (Andrias jiangxiensis) (en chino tradicional, 江西大鲵) es una especie de salamandra muy grande endémica de la provincia de Jiangxi en China. Es la única especie china del género Andrias conocida por tener una población salvaje genéticamente pura.

## Descubrimiento
Antes de 2018, se pensaba que todas las salamandras gigantes de China pertenecían a una sola especie: la salamandra gigante china (A. davidianus), la especie de anfibio más grande conocida. Sin embargo, un importante estudio genético encontró en ese año, profundas divergencias entre los linajes de la salamandra gigante china, con muchos clados genéticamente distintos restringidos a diferentes cuencas fluviales, y por lo tanto propuso que fuera un complejo de especies que comprende al menos cinco especies diferentes. Además, no se sabía que ninguna de estas especies tuviera poblaciones silvestres nativas, y la mayoría de los individuos silvestres eran liberados de granjas de cría de salamandras y pertenecían a múltiples linajes diferentes o híbridos entre ellos. Uno de los linajes identificados en el estudio se denominó clado U2, pero su origen geográfico exacto seguía siendo incierto debido a que los únicos especímenes eran individuos criados en granjas.
A pesar de que el estudio de 2018 no encontró evidencia de poblaciones de salamandras gigantes chinas salvajes, otros investigadores encontraron que estas evaluaciones estaban sesgadas, ya que gran parte del esfuerzo de la encuesta se centró en un solo condado (Guizhou) o en regiones que se predijo que tendrían un hábitat adecuado pero no tenía registros históricos de salamandras gigantes. Por esta razón, se realizaron encuestas específicas que involucraban reservas naturales cerradas (reservas naturales nacionales inaccesibles al público) de 2020 a 2022. Esto condujo al descubrimiento de una población reproductora de salamandras gigantes en la Reserva Natural Nacional de Jiulingshan en el condado de Jing'an, provincia de Jiangxi.  
El análisis genético de esta población encontró que era genéticamente pura sin evidencia de mezclarse con individuos translocados, y también encontró que coincidían con el clado U2 identificado en estudios previos. Este linaje se describió así como una especie distinta, Andrias jiangxiensis.

## Taxonomía
Andrias jiangxiensis es el segundo miembro más conocido de los linajes chinos de Andrias, y solo el Clade E sin nombre es más basal (aunque el estudio de 2018 encontró que ambos eran grupos hermanos entre sí). Se cree que es el grupo hermano de todos los demás linajes chinos de Andrias identificados, incluidos A. davidianus, A. sligoi y varias especies no descritas. Se cree que A. jiangxiensis y su grupo hermano se separaron del Clado E durante el Plioceno temprano, hace unos 4,95 millones de años.

## Distribución
Se cree que la salamandra gigante de Jiangxi está restringida a la provincia de Jiangxi en China. Se sabe que se distribuyó densamente alrededor de dos ciudades en el condado de Jing'an antes de la década de 1990, pero para 2020, las poblaciones silvestres solo se conocían en la Reserva Natural Nacional de Jiulingshan.

## Descripción
A. jiangxiensis se diferencia de las tres especies de Andrias chinas y japonesas descritas anteriormente por tener una cabeza lisa con tubérculos indistintos.